# Saqueo de Prato
El saqueo de Prato fue el asalto a la ciudad toscana de Prato por parte de un ejército español al mando de Ramón de Cardona, el 29 de agosto de 1512 durante la Guerra de la Liga de Cambrai.
Murieron muchos habitantes (los cronistas del bando defensor dieron cifras de entre 2.000 y 6.000 muertos) y otros fueron llevados a la cárcel. El saqueo duró desde el 29 de agosto hasta la segunda mitad de septiembre. Fue un hecho de gran importancia, no tanto por la dimensión de la batalla, sino porque fue el preludio de lo que determinaría después la suerte de una de las repúblicas más ricas y potentes del siglo XVI en Italia.
Para evitar que Florencia fuera también saqueada, la ciudad se rindió sin luchar el 14 de septiembre.

## Prato y la República florentina en elsigloXVI
Los años de gobierno de Lorenzo el Magnífico (1469-1492) fueron una etapa de paz, prosperidad y despertar cultural; la ciudad se convirtió en uno de los centros más refinado de Italia y de Europa.
Con la muerte de Lorenzo comenzó una época de crisis que culminó con la invasión de Italia por las tropas francesas del rey Carlos VIII. Esta invasión llevó al sucesor de Lorenzo, Piero II de Medici "el Fatuo", a ceder al rey francés varias fortalezas toscanas. El descontento popular por esta entrega produjo una revuelta, que expulsó a Piero y fue aprovechada por fray Girolamo Savonarola para hacerse con el poder e instaurar un gobierno teocrático.
En 1512, la Francia de Luis XII fue desafiada por la Liga Santa, una coalición creada por el Papa Julio II con Fernando II de Aragón y los venecianos. Este hecho constituyó para los Medici la ocasión de entrar de nuevo en Florencia con el apoyo de España y del Papa.
En el Congreso de Mantua de agosto de 1512 se decidió el regreso de los Medici a Florencia. Los florentinos prepararon su defensa y advirtieron también a los ciudadanos de Prato, ya que su ciudad también estaba en peligro. Ya desde el 30 de julio de 1512 se tenían noticias de la amenaza, pero no se sabía exactamente por qué vía pasaría el ejército español. El 21 de agosto los "Dieci di Badia" escribieron a la Potestà di Prato avisando de lo que iba a suceder.

## 29 de agosto de 1512
En esta fecha los españoles llegaron a las puertas de Prato. Por la tarde atacaron los muros y la puerta Mercatale, pero sin conseguir nada. Cuando los soldados españoles se concentraron en la puerta dal Serraglio (llamada entonces al Travaglio), lograron abrirse paso pero los ciudadanos evitaron la entrada en la ciudad. El ejército cambió entonces de táctica y optaron por escalar los muros. Conscientes de su inferioridad, muchos defensores de Prato huyeron mientras los españoles entraban en la ciudad.
En muy poco tiempo, los españoles se hicieron dueños de la ciudad. Muchos habitantes fueron asesinados y las iglesias y monasterios saqueados.

## Prato durante el saqueo
Los ciudadanos de Prato no tenían vías de escape desde el momento en que las puertas de la ciudad habían sido cerradas y eran vigiladas continuamente por el ejército. El día en que la ciudad fue reconquistada, Giovanni de Medici hizo su entrada triunfal junto a su hermano Giuliano si bien en cartas al papa Julio II mostraron su pesar por todo el horror que tuvo lugar. Las mayores masacres se completaron en las iglesias, donde se escondían los habitantes de Prato, esperando que fuera un lugar seguro.
El Saqueo de Prato duró 21 días, en los que los cronistas del bando florentino afirman que murieron entre 2000 y 6000 personas. El resto de habitantes fueron encarcelados o hechos prisioneros dentro de la ciudad. Se impuso el pago de unas tasas sobre los prisioneros, que iban de los 30 a los 50 000 florines.
Los españoles abandonaron la ciudad el 19 de septiembre de 1512, llevando consigo a los prisioneros que no podían pagar las tasas que se habían establecido. Algunos fueron vendidos, y otros encarcelados en Mantua, Bolonia y Módena.

## Testimonio ocular
Un testimonio importante del saqueo proviene de Andrea Bocchineri, nacido en Prato en 1494, y que cuenta su experiencia en el saqueo como prisionero junto a su cuñado Piero Tani. Por los dos hombres se estableció un rescate de mil ducados, y su padre Gherardo intentó conseguir el dinero. Mientras lo esperaban, Andrea y su cuñado fueron "atados a un bastón por la garganta, las manos y los pies" en un baño de la iglesia de San Domenico.
El 19 de septiembre fueron llevados a Calenzano y de ahí a Barberino. En Bolonia fueron vendidos a Francesco Frescobaldi, comisario del papa Julio II. Como el dinero del padre no llegaba, fueron revendidos a los españoles.
Piero Tani fue liberado y, cuando iba a rescatarlo, el padre de Andrea fue hecho prisionero junto a su hijo. Recluidos en un castillo cerca de Sassuolo, intentaron varias veces matar al carcelero, hasta que lo hicieron después de 6 meses de cárcel. El 12 de febrero de 1513, padre e hijo volvieron a Prato. El 26 de noviembre de 1513, Andrea contrajo matrimonio con Caterina, su prometida desde unos días antes del saqueo.
Bocchineri afirma no querer dar más explicaciones de lo ocurrido pero que "quien quisiera ver pintado la infeliz historia de estos tres prisioneros", puede ir a la Basílica de Santa María delle Carceri, donde, bajo el órgano, hay una tabla dividida en imágenes que representan tales hechos. Otra tabla se encuentra en la Iglesia de Santa Ana.

## Testimonios escritos
El saqueo de Prato fue un evento que dejó huella no sólo en la población de la ciudad, sino también en algunos autores de la literatura italiana. Francesco Guicciardini fue uno de ellos. En 1511 había sido enviado a la corte del rey Fernando en España como embajador de la República de Florencia, enemiga de los Medici. En esta época escribió una Relazione di Spagna, donde encontramos una cuidada descripción de tipo socioeconómico de la sociedad y del paisaje español y el llamado Discurso de Logroño, una aguda reflexión sobre las instituciones de Florencia, expresando el clima de tensión que precedió el asedio de la fortaleza florentina de Prato a finales de agosto de 1512 y la consiguiente caída de la República con el regreso de los Medici a la ciudad.
El saqueo es citado por Guicciardini también en Della istoria d'Italia donde cuenta cómo el ejército español entró en Prato saqueándola con violencia.
Nicolás Maquiavelo, también florentino opuesto a los Medici, mencionó lo ocurrido en una carta fechada el 16 de septiembre de 1512, en la que el autor, basándose en el testimonio de los prófugos, habla de 4.000 personas asesinadas y de violaciones y sacrilegios a mujeres y lugares sagrados. Vincent Luciani afirma que Guicciardini dice sobre los españoles que "durante el saqueo de Prato (1512) y el de Roma (1527) sus motines desenfrenados no hacían distinción de sexo, edad ni atuendo".
Valentina Gallo ha destacado la composición Rosmunda, de Giovanni di Bernardo Rucellai, donde hay un gran realismo a la hora de describir el saqueo. El autor cuenta los hechos desde un punto de vista femenino, el de Rosmunda, donde describe "la corporeidad violada, el saqueo animalesco".

## Prato después del saqueo
Después de sufrir 21 días de violencia y barbarie, Prato estaba de nuevo bajo el control de la familia Medici, aunque fue un periodo de estancamiento económico, político y social.
Después del saqueo, los habitantes no tenían bienes de primera necesidad para poder sobrevivir, y por ello el comisario Gherardi obligó, a través de un bando, a Florencia y los demás territorios de la Signoria a revender los bienes que habían adquirido durante el saqueo, al precio al que los habían comprado. El bando no fue respetado por muchas ciudades. De hecho, en los libros de la cancillería de Prato hay sólo dos nombre de ciudades que devolvieron los bienes a sus legítimos propietarios: Firenzuola y Pistoia. La ciudad de Lucca envió grano y 500 ducados de oro para ayudar a los habitantes de Prato.
En el periodo posterior al saqueo se reconstruyeron los edificios, y algunos fueron derribados, lo que permitió crear o ampliar plazas como la Plaza del Duomo y la Plaza de San Francisco.
En 1536, Cosimo de Medici, vista la facilidad con la que los españoles habían conseguido entrar en Prato, encargó al arquitecto Antonio da Sangallo el Joven proyectar seis bastiones, de los cuales los de San Giusto y Santa Trinita aún existen. Los gastos de las construcciones fueron a cargo del pueblo de Prato. En 1574, Francesco I de Medici hizo el encargo de reestructurar los bastiones (nunca usados) a Bernardo Buontalenti.
En los años siguientes se desarrolló e interiorizó en la población un fuerte sentimiento religioso, dirigido hacia el culto a la Virgen. De este modo, se construyeron santuarios en los lugares en los que se creía que había obrado milagros. Un ejemplo de ello es el Santuario della Madonna del Soccorso, situado en la plaza del mismo nombre
Durante doce años Prato disfrutó de muchas concesiones de inmunidad fiscal, mientras los impuestos sobre el vino, el cerdo y el cuero fueron recogidos para beneficio de los habitantes. Además, durante 14 años la población tuvo 40 000 ducados para proveer la distribución de grano, vino y dinero a los más necesitados.